# Sant Andreu de Malmercat
Sant Andreu de Malmercat és l'església parroquial romànica del poble de Malmercat, pertanyent al terme municipal de Soriguera, a la comarca del Pallars Sobirà. Formava part del seu terme primigeni.
Està situat al sud-oest del poble, separada uns 80 metres del centre de Malmercat i en un punt una mica més baix que la resta.